# Amb
Amb (o Tanawal) fou un principat del Panjab al districte d'Hazara separat del territori de les tribus pathans (paixtus) pel riu Indus. La seva superfície era de 698 km² de caràcter muntanyós. El 1901 la població era d'uns 31.622 habitants.
La vila d'Amb, a la riba dreta de l'Indus, tenia el 1881 unes 300 cases de pedra i arena, i uns 2000 habitants. Està situada al sud d'un barranc i al nord té una petita fortalesa on residia el nawab. La capital d'estiu era Shergarh. La capital es va traslladar a Darband durant el segle XX. El 1973 part de l'estat fou inundat per la construcció de la presa gegant de Tarbela a l'Indus. El principat tenia com a riu principal el Siran.

## Història
Poblat pels paixtus al segle XVII, a la segona meitat del segle XVIII va passar a la dinastia Durrani de l'Afganistan, quedant sota dependència de Caixmir; els governants locales els tanawalis, tribu d'origen mogol dividida en dos fraccions: Pul-al i Hando-al o Hind-wal; la primera dominava a l'est del riu Siran amb centre a Bir. El cap tribal Nawab Khan dels hindwali (l'altra fracció de la tribu tanawali) va derrotar els durranis i es va apoderar del territori de Tanawal, però va morir a mans de Sardar Azim Khan el 1818. Va deixar al seu fill Pāyenda Khan el seu domini i al segon fill, Madad li va cedir Phulera o Phulra, que més tard fou reconegut principat pels britànics (1919 i 1921).
Painda Khan va governar del 1818 al 1840 i es va enfrontar als sikhs que li van arrabassar el seu territori excepte una comarca entorn d'Amb. A la seva mort el 1840 el va succeir el seu fill Jahandad Khan que amb ajut britànic va recuperar gran part dels territoris perduts que li foren concedits pels britànics quan van annexionar Panjab, a perpetuïtat, amb títol de nawab (1868). A més a més de les terres en jagir dins del districte d'Hazara (tahsil de Haripur), el nawab dominava un territori feudal cis-Indus, el Tanawal, a la part nord-oest del districte, i el territori d'Amb més enllà de l'Indus; va morir abans de 1868 doncs en aquest any ja governava el seu fill Muhammad Akram Khan que era considerat digne de confiança i va fer bons serveis als britànics en les operacions de la vall d'Agror el 1868 i fou creat CSI (1871) i KCSI (1889). Va morir el 1907 i el va succeir el seu fill Khan-i-Zaman Khan fins a la seva mort el 26 de febrer de 1936. Va seguir el seu fill Muhammad Farid Khan que fou el darrer sobirà amb poder; va perdre tots els drets el 1969. Va conservar el títol fins a la seva mort el 1971 en què va passar a Seed Khan (mort 1973) i després al seu fill Salahuddin Khan.

## Bandera
La bandera reconstruïda segons el record d'Abdul Hamid Khan, President del Front Nacional del Balawaristan (Balawaristan National Front), nadiu del proper principat de Yasin, és biforcada, blanca sense res a la part inferior blanca i blanca però amb cinc pals verticals verds amples, deixant entre ells una separació més estreta del blanc de la bandera.

## Llista de governants
- Mir khan Nawab (Nawab Khan Tanoli) vers 1760 - 1818 :
- Payenda Khan Tanoli 1818 - 1840
- Jahandad Khan Tanoli 1840 - vers 1868
- Nawab Muhammad Akram Khan Tanoli vers 1868 - 1907
- Nawab Zaman Khan Tanoli 1907 - 1936
- Nawab Mohammad Farid Khan Tanoli 1936 - 1969